# Серхио Ансира, Бреча 125 кон Километро 76 (Ваље Ермосо)
Серхио Ансира, Бреча 125 кон Километро 76 (шп. Sergio Ancira, Brecha 125 con Kilómetro 76) насеље је у Мексику у савезној држави Тамаулипас у општини Ваље Ермосо. Насеље се налази на надморској висини од 10 м.

## Становништво
Према подацима из 2005. године у насељу је живело 13 становника.

### Хронологија
| Година       | 2000 | 2005 |
| ------------ | ---- | ---- |
| Становништво | 3    | 13   |

### Попис
| # | Индикатор                        | Вредност |
| - | -------------------------------- | -------- |
| 1 | Укупно појединачних домаћинстава | 2        |